# Emiraat Bari

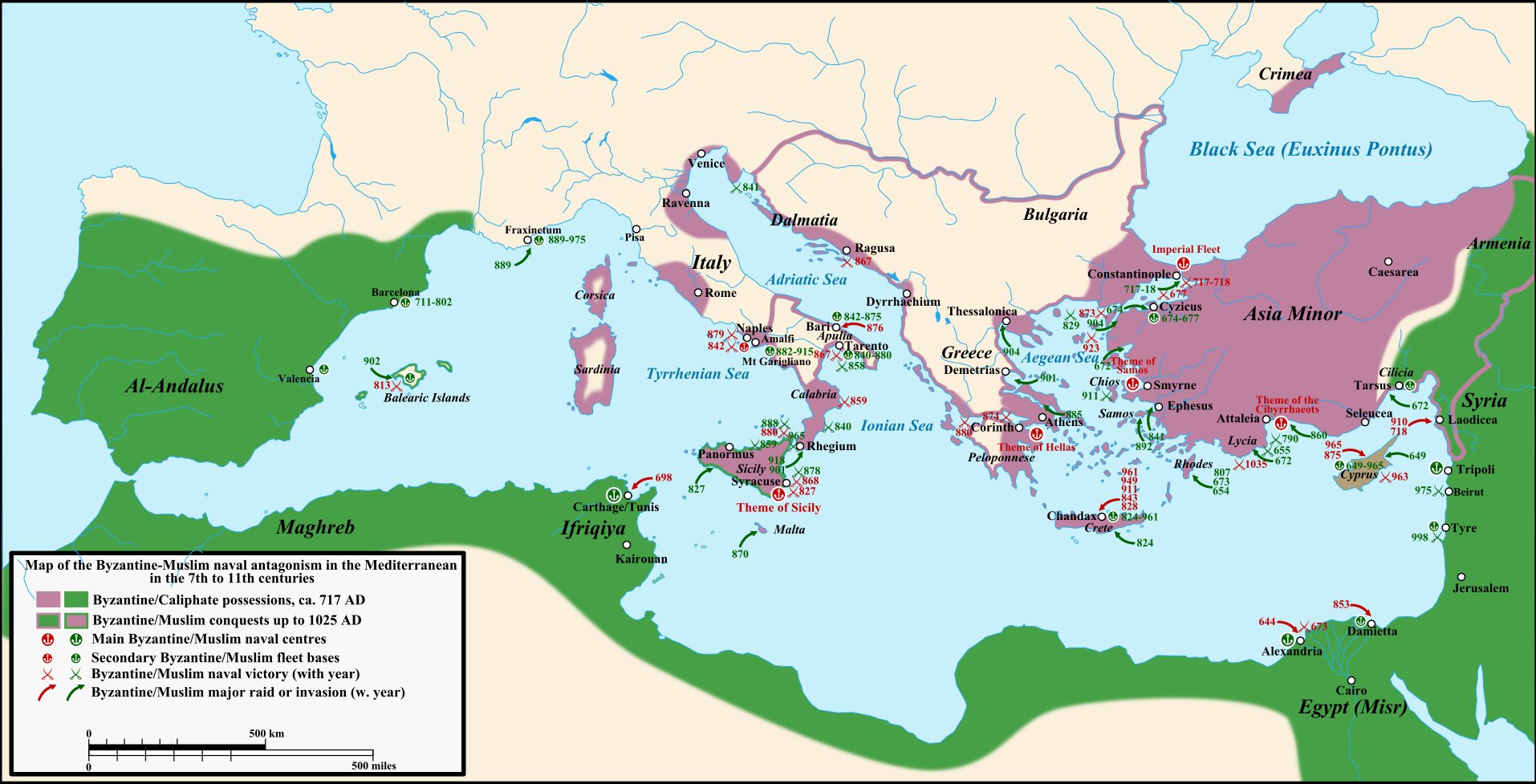
Byzantijns-Arabische strijd in het Middellandse zeegebied

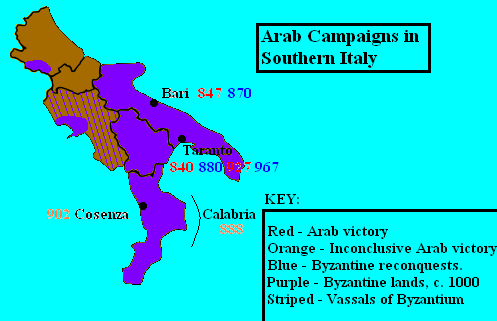
veldslagen met jaartal in het zuiden van Italië.

Het emiraat Bari (Arabisch: إمارة باري) was een islamitisch rijk in Zuid-Italië dat bestond van 847 tot 871. Het emiraat bestond uit de stad Bari en de omliggende gebieden.

## Voorgeschiedenis
In 827 begon een Aghlabidisch leger vanuit Noord-Afrika met de verovering van het eiland Sicilië op de Byzantijnen. De Arabieren stichtten het emiraat Sicilië en maakten, nadat ze de stad in 831 hadden veroverd, van Palermo de Siciliaanse hoofdstad. De verovering van het eiland zou echter nog vele decennia duren en Taormina, het laatste grote Byzantijnse bolwerk, viel pas in 902.

## Verovering van Bari
Vanaf het vasteland van Noord-Afrika en vanaf Sicilië voerden de Arabieren regelmatig plundertochten uit naar het vasteland van Zuid-Italië. De Byzantijnse stad Bari werd eind 840 of begin 841 voor het eerst aangevallen door Arabische en Berberse troepen en door hen kortstondig bezet. Volgens de islamitische historicus al-Baladhuri werd de stad uiteindelijk in 847 veroverd door Kalfun. Kalfun, waarschijnlijk een Berber, was misschien een dienaar of een ontsnapte slaaf van de Aghlabidische emir van Ifriqiya. De verovering van de stad Bari werd destijds door moslims beschouwd als onbelangrijk, omdat zij werd uitgevoerd door een moslim zonder status die geen steun had van de overige moslimstaten. Moefarrag ibn Sallam, die Kalfun in 852 opvolgde, vroeg de Abbasidische kalief Al-Moetawakkil in Bagdad en de gouverneur van de kalief in Egypte om officiële erkenning van het emiraat Bari en de toekenning van de titel van wali, de titel van een heerser over een provincie van het kalifaat. Moefarrag kreeg de titel toegekend en breidde het grondgebied van het emiraat uit.
De derde en laatste emir van Bari was Sawdan, die aan de macht kwam in 856 nadat zijn voorganger Moefarrag was vermoord. Sawdan viel het Langobardische hertogdom Benevento binnen en dwong hertog Adelchis om een eerbetoon te betalen.

## Bestuur
De Hebreeuwse Kroniek van Ahimaaz vermeldt dat Sawdan, de laatste emir van Bari, de stad op een kundige manier regeerde. Christelijke kronieken schilderen de emir daarentegen af als nequissimus ac sceleratissimus (onmogelijk en kwaadaardig). Men suggereert dat het emiraat een stimulans gaf aan de regionale economie, vanwege de slavenhandel, wijnhandel en de handel in aardewerk. Onder Sawdan werd de stad Bari verfraaid met een moskee, paleizen en openbare gebouwen.
Gedurende het bestaan van het emiraat onderhield het relaties met zijn christelijke buurstaten. Volgens de Chronicon Salernitanum stuurde Bari ambassadeurs naar Salerno die aldaar verbleven in het bisschoppelijke paleis, tot groot ongenoegen van de bisschop.

## Aanzet tot de herovering van Bari

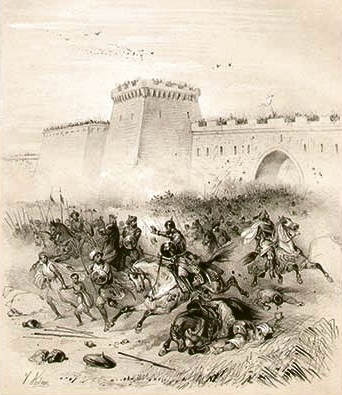
Lodewijk II tijdens de herovering van Bari in 871, lithografie 1850

In 859 deed Lambert, de hertog van Spoleto, een poging om emir Sawdan te beletten Bari te betreden nadat Sawdan terugkwam van een veldtocht tegen Capua. Het lukte Sawdan echter na een bloedige strijd om zijn hoofdstad te betreden.
Keizer Lodewijk II vaardigde in 865, waarschijnlijk onder druk van de Kerk die niet blij was met een islamitische staat in Italië, een capitularia uit waarin hij alle strijders in Noord-Italië opriep zich te verzamelen in Lucera en vanuit die stad Bari aan te vallen. Het is onbekend of deze aanval daadwerkelijk heeft plaatsgevonden. Het is echter zeker dat Lodewijk II, samen met zijn vrouw Engelberga, in de zomer van 865 door Campanië reisde. Hij ontving de Langobardische vorsten Adelchis van Benevento, Guaifer van Salerno en Landulf II van Capua die allen sterk aandrongen op het veroveren van het emiraat Bari.
Pas in het voorjaar van 867 ondernam keizer Lodewijk II actie tegen het emiraat. Hij veroverde de steden Oria en Matera en brandde de laatstgenoemde plat. Door deze veroveringen werd de communicatie tussen Bari en Tarente, een ander belangrijk islamitische bolwerk in Zuid-Italië, bemoeilijkt. Lodewijk II plaatste een garnizoen in Canosa di Puglia op de grens van Benevento en Bari, maar trok zich in maart 868 terug. Omstreeks deze tijd begon Lodewijk onderhandelingen met Basileios I, de nieuwe Byzantijnse keizer. Lodewijk had de Byzantijnse vloot nodig om Bari bij een beleg aan de zeezijde af te sluiten. Er werd een huwelijk gepland tussen Lodewijks dochter Ermengarde en Constantinos, de oudste zoon van Basileios I. Dit in ruil voor hulp van de Byzantijnse vloot bij het innemen van Bari. De gezamenlijke aanval was gepland in de zomer van 869. De Byzantijnse vloot, die volgens de Annales Bertiniani uit vierhonderd schepen bestond, kwam echter pas in Bari aan toen het leger van Lodewijk zich in de winterkwartieren had teruggetrokken. Toen Lodewijk en de Byzantijnse admiraal ruzie kregen, omdat de admiraal Lodewijk als rex (koning) aansprak, vertrok de vloot weer.

## Herovering van Bari
In 870 voerden de moslims uit Bari het aantal plundertochten op en teisterden zelfs het schiereiland Gargano en het aldaar gelegen heiligdom van Monte Sant'Angelo. Keizer Lodewijk organiseerde een tegenaanval en trok strijdend door Apulië en Calabrië, maar ontweek de grote bevolkingscentra Bari en Tarente. Lodewijk veroverde een aantal islamitische steden en islamitische troepen werden verslagen. Waarschijnlijk gedreven door deze successen viel Lodewijk Bari aan. Lodewijk werd wederom geholpen door de Byzantijnse vloot. Er brak echter opnieuw ruzie uit omdat de Byzantijnse admiraal Lodewijk aansprak als "keizer van de Franken" terwijl Lodewijk zichzelf "keizer van de Romeinen" noemde, wat de Byzantijnen niet konden accepteren. De verloving van de kinderen van de keizers werd verbroken. Het beleg werd echter gewonnen in februari 871 toen de citadel van Bari viel. Emir Sawdan werd gevangengenomen en naar Benevento gebracht.

## Emirs van Bari
| regeerperiode | naam                 | opmerking |
| ------------- | -------------------- | --------- |
| 847 - 852     | Kalfun               |           |
| 852 - 856     | Moefarrag ibn Sallam |           |
| 856 - 871     | Sawdan               |           |